# Ana Gallay
Ana Gallay (sinh ngày 16 tháng 1 năm 1986) là một vận động viên bóng chuyền bãi biển người Argentina. Cô được sinh ra tại Nogoyá, Entre Ríos, Argentina.
Vào năm 2012, cô đấu cặp cùng với María Zonta. Cặp đôi này đã tham dự Thế vận hội Mùa hè 2012 và để thua cả ba trận vòng bảng. Gallay cùng với Georgina Klug dành huy chương vàng tại Pan American Games 2015 ở Toronto.